# Personal Egress Air Pack

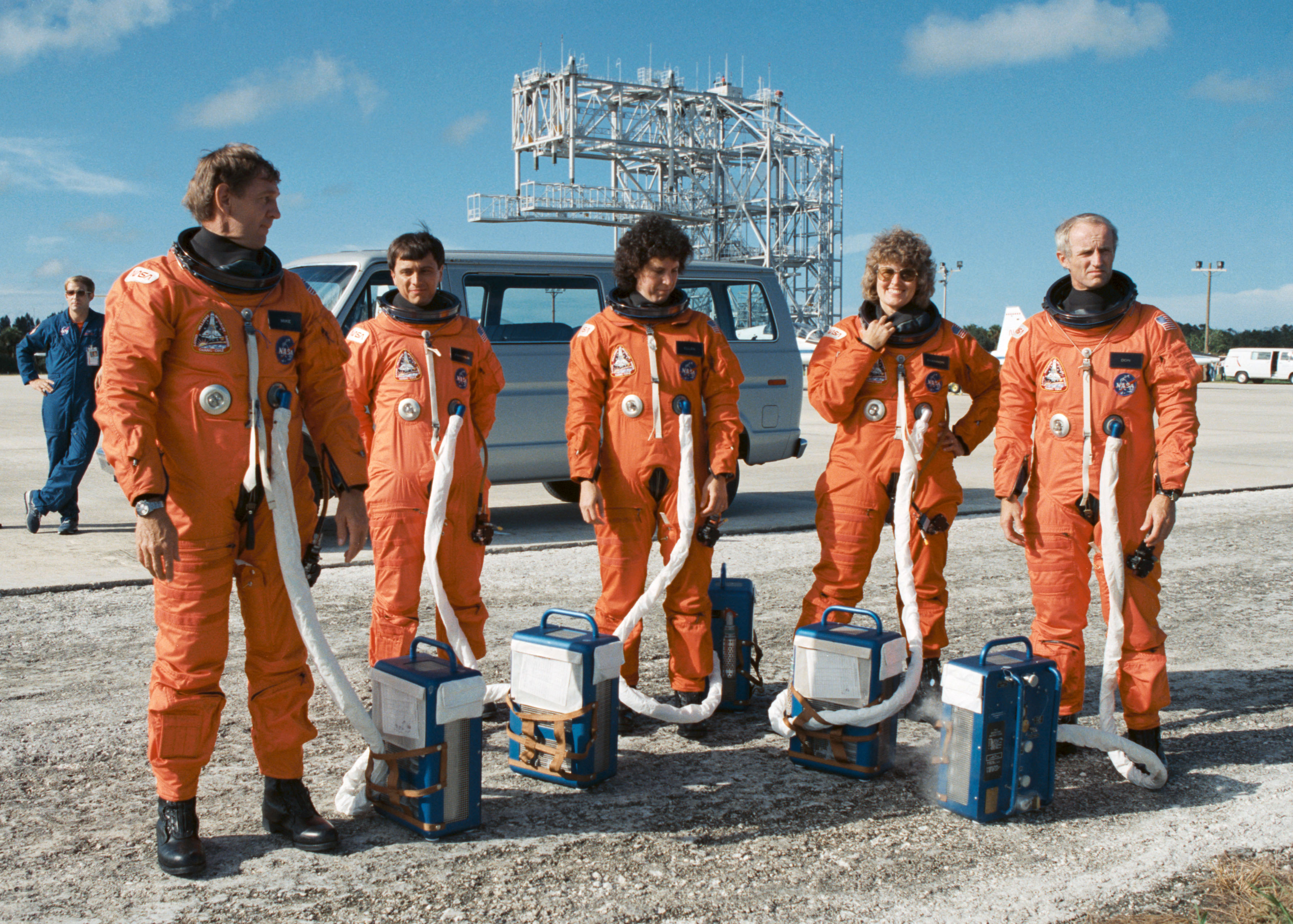
Astronauten der STS-34-Mission mit ihren PEAPs

Personal Egress Air Packs (englisch für Persönliche Ausstiegsluftpacks, Abk. PEAPs) wurden an Bord der US-amerikanischen Space Shuttles verwendet. Sie sollten den Astronauten ungefähr sechs Minuten lang atembare Luft im Fehlerfall am Boden zur Verfügung stellen. Dies wurde nicht durch einen Druckluftvorrat gewährleistet, vielmehr sollten die Geräte die Kabinenluft filtern.
Die PEAPs rückten nach dem  Absturz der Raumfähre Challenger ins Licht der Öffentlichkeit. Nach dem Fund der Mannschaftsteils der Challenger wurde entdeckt, dass drei der sechs PEAPs aktiviert waren, die von Missionsspezialist Ellison Onizuka, von Missionsspezialistin  Judith Resnik und vom Piloten Michael Smith. Anhand des Ortes des Schalters an Smiths Gerät wurde vermutet, dass sein PEAP von Resnik oder Onizuka angeschaltet wurde. Die Schlussfolgerung daraus war, dass mindestens zwei Besatzungsmitglieder die Abtrennung des Cockpits vom Rest der Fähre überlebt hatten. Bei einem Druckverlust der Kabine hätten die PEAPs allerdings nicht ausgereicht, die Besatzung während des zweiminütigen Absturzes mit ausreichend Luft zu versorgen.
Die Personal Egress Air Packs wurden durch die Einführung der Launch-entry Suits, welche wiederum von den Advanced Crew Escape Suit abgelöst wurden, überflüssig.